# Top of the Heap (film)
Top of the Heap è un film del 1972 scritto, diretto, prodotto e interpretato da Christopher St. John.
È stato presentato in concorso alla 22ª edizione del Festival internazionale del cinema di Berlino.

## Trama
George Lattimer è un poliziotto di colore di Washington costretto a convivere con il razzismo dei suoi superiori, che gli negano la promozione, e con l'ostilità dei neri, molti dei quali lo considerano un rinnegato. A questo si aggiunge un complicato rapporto con la moglie che lo accusa di trascurare la famiglia per il suo lavoro. Le continue frustrazioni spingono George ad immaginare un'altra realtà nella quale veste i panni di un astronauta della NASA destinato ad andare sulla Luna. Le ronde con il collega e amico Bobby, le visite all'amante cantante di nightclub e i continui soprusi subiti dai bianchi si intersecano con questa vita parallela, che diventa sempre più surreale e spinge George verso la follia e una tragica fine.

## Produzione
Dopo aver interpretato il ruolo di Ben Buford in Shaft il detective, il 15 luglio 1971 Christopher St. John annunciò su The Hollywood Reporter che aveva scritto una sceneggiatura ed era alla ricerca di un produttore. Il presidente della Fanfare Corporation, Joe Solomon, gli offrì il sostegno finanziario necessario a produrre, dirigere e interpretare il film. Top of the Heap fu girato a Washington e negli studi della MGM e alla fine le spese superarono il milione di dollari, inclusi i costi di produzione e distribuzione.
St. John scrisse il ruolo di Bobby appositamente per l'attore Leonard Kuras, con il quale aveva lavorato a teatro negli anni sessanta quando entrambi studiavano all'Actors Studio. Nel film compaiono anche l'attrice norvegese Ingeborg Sørensen, eletta Miss Norvegia lo stesso anno, e il pugile Ken Norton (non accreditato), che tre anni dopo sarà interprete del film Mandingo di Richard Fleischer.

## Distribuzione
La première si tenne il 19 maggio 1972 a Los Angeles e nel mese di giugno il film partecipò al Festival di Berlino.

### La causa della WGA
Subito dopo l'uscita del film, la Writers Guild of America citò in giudizio la Fanfare Corporation accusandola di non aver accreditato sullo schermo i veri autori della sceneggiatura Larry Bischof e Joe Greene. La WGA chiese un'ingiunzione contro la pubblicità, la distribuzione e la proiezione di Top of the Heap fino a quando la questione non fosse stata risolta, ma fu negata da un giudice della Corte Superiore di Los Angeles. La WGA decise di non portare avanti il caso e il contributo di Bischof e Greene al film non è mai stato determinato.

## Critica
Alla sua uscita le recensioni del film non furono molto positive ma parte della critica elogiò la prima (e unica) regia di Christopher St. John, che in seguitò preferì tornare all'attività di attore cinematografico e televisivo.